# Heterozygot
Heterozygot je jedinec, jehož genotyp je v daném lokusu tvořen odlišnými alelami umístěnými na homologních chromozomech. Tento stav se označuje jako heterozygotnost (heterozygocie) a jejím opakem je homozygotnost (homozygocie). Stručně je to organismus, jehož obě alely zkoumaného genu jsou vzájemně různé.
Genotyp heterozygota se často zapisuje velkými a malými písmeny, čímž se odlišují dvě alely genu. Příkladem může být zápis „Aa“ nebo „Bb“.
Heterozygot podle mendelovské genetiky vždy vznikne zkřížením dvou různých homozygotů, např. aa × AA. Dle Mendelova zákona o uniformitě hybridů mají všichni potomci vzešlí z takového křížení stejný genotyp Aa. Při křížení dvou heterozygotů (Aa × Aa) nacházíme v potomstvu genotypový štěpný poměr 1:2:1 pro genotypy AA:Aa:aa.